# KFC Helson Helchteren
KFC Helson Helchteren is een Belgische voetbalclub uit Helchteren. De club is aangesloten bij de KBVB met stamnummer 6045 en heeft rood, zwart en wit als clubkleuren.

## Geschiedenis
In 1957 sloot Helchteren VV zich aan bij de Belgische Voetbalbond en ging er van start in de laagste provinciale reeksen.
Helchteren VV bleef de volgende jaren in de verschillende provinciale reeksen spelen. Op het eind van de 20ste eeuw kende de club een wisselvallig periode. Dankzij een titel in Tweede Provinciale promoveerde men in 1998 naar Eerste Provinciale. Datzelfde jaar werd het naburige SK Sonnis Helchteren, een jongere club uit het gehucht Sonnis, kampioen in een andere reeks in Tweede Provinciale, zodat in 1998 twee Helchterse clubs van start gingen in de hoogste provinciale reeks.
Helchteren VV eindigde in 1999 echter als voorlaatste in Eerste Provinciale en zakte zo al na een jaar weer naar Tweede Provinciale. Een jaar later strandde men ook daar op een voorlaatste plaats, waardoor de club meteen verder terugviel naar Derde Provinciale. Daar haalde men het volgend seizoen wel meteen de titel, zodat men in 2001 terugkeerde in Tweede Provinciale.
Kort daarna zakte ook SK Sonnis, de andere Helchterse club, terug naar Tweede Provinciale en beide clubs besloten samen te gaan. De fusieclub werd FC Helson Helchteren genoemd en speelde verder met stamnummer 6045 van Helchteren VV in Tweede Provinciale. Door reekshervormingen zakte de fusieclub in 2007 al terug naar Derde Provinciale.
Dankzij een titel in Derde Provinciale promoveerde fusieclub FC Helson Helchteren in 2009 weer naar Tweede Provinciale. In 2013 wist men weer te promoveren naar Eerste Provinciale.
Op zaterdag 19 maart 2016 was de kazerneclub, dankzij een thuiszege, mathematisch zeker van de titel in eerste provinciale. Daardoor mocht de club het seizoen 2016/17 voor de allereerste keer in de nationale reeksen aanvatten, de Derde klasse Amateurs. Hier verbleef de club 1 jaar. Men werd veertiende en handhaafde zich nét niet. In 2017/18 promoveerde de club opnieuw door kampioen te worden. In het volgende seizoen wist Helson zich simpel te handhaven. In 2020 degradeerde men opnieuw, nadat Helson op 10 punten van de degradatiestreep eindigde.  

## Resultaten
| Seizoen                                          | Klasse | Klasse | Klasse | Klasse | Klasse | Klasse | Klasse | Klasse | Klasse | Reeks                                                    | Punten                                                   | Opmerkingen                                                |
|                                                  | I      | I      | II     | III    | IV     | P.I    | P.II   | P.III  | P.IV   |                                                          |                                                          |                                                            |
| ------------------------------------------------ | ------ | ------ | ------ | ------ | ------ | ------ | ------ | ------ | ------ | -------------------------------------------------------- | -------------------------------------------------------- | ---------------------------------------------------------- |
| Als Helchteren VV (Helchteren Voetbalvereniging) |        |        |        |        |        |        |        |        |        |                                                          |                                                          |                                                            |
| 1997/98                                          |        |        |        |        |        |        | 1      |        |        | Tweede prov. Lim.                                        |                                                          |                                                            |
| 1998/99                                          |        |        |        |        |        | 15     |        |        |        | Eerste prov. Lim.                                        |                                                          |                                                            |
| 1999/00                                          |        |        |        |        |        |        | 15     |        |        | Tweede prov. Lim.                                        |                                                          |                                                            |
| 2000/01                                          |        |        |        |        |        |        |        | 1      |        | Derde prov. Lim.                                         |                                                          |                                                            |
| 2001/02                                          |        |        |        |        |        |        |        |        |        | Tweede prov. Lim.                                        |                                                          |                                                            |
| 2002/03                                          |        |        |        |        |        |        |        |        |        | Tweede prov. Lim.                                        |                                                          |                                                            |
| 2003/04                                          |        |        |        |        |        |        |        |        |        | Tweede prov. Lim.                                        |                                                          |                                                            |
| 2004/05                                          |        |        |        |        |        |        | 12     |        |        | Tweede prov. Lim. A                                      | 38                                                       |                                                            |
| Als KFC Helson Helchteren                        |        |        |        |        |        |        |        |        |        |                                                          |                                                          |                                                            |
| 2005/06                                          |        |        |        |        |        |        | 6      |        |        | Tweede prov. Lim. A                                      | 43                                                       |                                                            |
| 2006/07                                          |        |        |        |        |        |        | 10     |        |        | Tweede prov. Lim. B                                      | 33                                                       |                                                            |
| 2007/08                                          |        |        |        |        |        |        |        | 11     |        | Derde prov. Lim. A                                       | 37                                                       |                                                            |
| 2008/09                                          |        |        |        |        |        |        |        | 1      |        | Derde prov. Lim. A                                       | 64                                                       |                                                            |
| 2009/10                                          |        |        |        |        |        |        | 12     |        |        | Tweede prov. Lim. B                                      | 30                                                       |                                                            |
| 2010/11                                          |        |        |        |        |        |        | 12     |        |        | Tweede prov. Lim. A                                      | 32                                                       |                                                            |
| 2011/12                                          |        |        |        |        |        |        | 13     |        |        | Tweede prov. Lim. A                                      | 35                                                       |                                                            |
| 2012/13                                          |        |        |        |        |        |        | 2      |        |        | Tweede prov. Lim. A                                      | 63                                                       |                                                            |
| 2013/14                                          |        |        |        |        |        | 10     |        |        |        | Eerste prov. Lim.                                        | 35                                                       |                                                            |
| 2014/15                                          |        |        |        |        |        | 4      |        |        |        | Eerste prov. Lim.                                        | 49                                                       |                                                            |
| 2015/16                                          |        |        |        |        |        | 1      |        |        |        | Eerste prov. Lim.                                        | 70                                                       |                                                            |
|                                                  | 1A     | 1B     | 1Am    | 2Am    | 3Am    | P.I    | P.II   | P.III  | P.IV   | Vanaf 2016-17 zijn er 3 nationale en 2 regionale niveaus | Vanaf 2016-17 zijn er 3 nationale en 2 regionale niveaus | Vanaf 2016-17 zijn er 3 nationale en 2 regionale niveaus   |
| 2016/17                                          |        |        |        |        | 14     |        |        |        |        | Derde kl. amateurs VV B                                  | 32                                                       |                                                            |
| 2017/18                                          |        |        |        |        |        | 1      |        |        |        | Eerste prov. Lim.                                        | 71                                                       |                                                            |
| 2018/19                                          |        |        |        |        | 9      |        |        |        |        | Derde kl. amateurs VV B                                  | 40                                                       |                                                            |
| 2019/20                                          |        |        |        |        | 15     |        |        |        |        | Derde kl. amateurs VV B                                  | 18                                                       | Seizoen vroegtijdig stopgezet door Covid-19                |
| 2020/21                                          |        |        |        |        |        | 15     |        |        |        | Eerste prov. Lim.                                        | 3                                                        | competitie vroegtijdig stopgezet vanwege de coronapandemie |
| 2021/22                                          |        |        |        |        |        | 6      |        |        |        | Eerste prov. Lim.                                        | 43                                                       |                                                            |
| 2022/23                                          |        |        |        |        |        | 10     |        |        |        | Eerste prov. Lim.                                        | 41                                                       |                                                            |
| 2023/24                                          |        |        |        |        |        | 9      |        |        |        | Eerste prov. Lim.                                        | 43                                                       |                                                            |
| 2024/25                                          |        |        |        |        |        | 3      |        |        |        | Eerste prov. Lim.                                        | 56                                                       |                                                            |
| 2025/26                                          |        |        |        |        |        |        |        |        |        | Eerste prov. Lim.                                        |                                                          |                                                            |

## Bekende (oud-)spelers
- Jordi Baur